# Sloup (architektura)

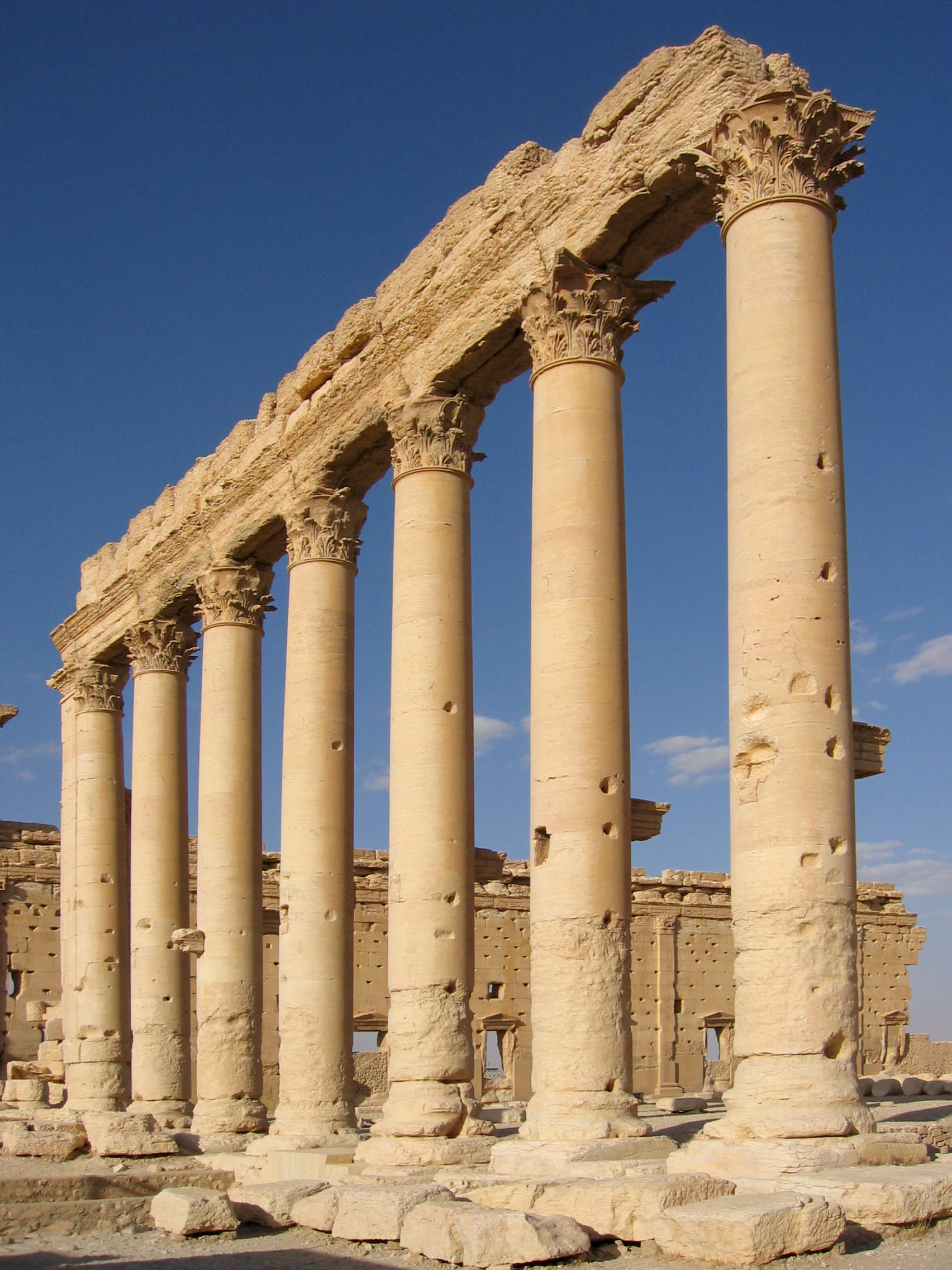
Řada korintských sloupů chámu v syrské Palmýře

Sloup je v architektuře základní stavební článek. Je to svislý, volně stojící nosný prvek, zpravidla kruhového průřezu. Je-li sloup zčásti  zapuštěný do stěny, nazývá se polosloup. Volný nosný prvek čtverhranného průřezu se nazývá pilíř, pokud je zapuštěn do stěny, je to pilastr. Kamenný sloup je základním prvkem klasické řádové architektury, která se proto nazývá také termínem „systém sloupových řádů“. Sloup je typickým příkladem svislého nosného prvku, dominantním statickým namáháním je tlak, případně tlak za ohybu. Na sloupy nasedají nesené články, rovné překlady nebo oblouky.  

## Části sloupu
Hlavní a nejdůležitější částí sloupu je dřík, nahoře obvykle zakončený hlavicí a dole patkou, které často tvoří přechod z kruhového na čtverhranný tvar.
Dřík sloupu, který tvoří i největší část jeho objemu, se často směrem vzhůru mírně zužuje a bývá nepatrně vypuklý do soudkovitého tvaru, což se nazývá entase, případně může být opatřen podélnými žlábky čili kanelován. Obojí má posílit dojem vznosné lehkosti a jistého optického odhmotnění. Dřík je obvykle z tesaného kamene a tvoří jej na sebe nastavěné tambury se středovým výstupkem, který zabraňoval posunutí do strany. Teprve v pozdní antice se objevují dříky z jednoho kusu, zejména u menších sloupů a sloupků.
V egyptské, řecké i římské monumentální architektuře nesou sloupy vodorovné kladí či architráv, na němž stojí štít a krov budovy. Hlavice na horním konci dříku tvoří přechod od kruhového průřezu ke čtverhrannému a bývala často bohatě zdobena. Na horním konci hlavice bývá abakus, čtvercová destička, na níž spočívá kladí, kruhová základna hlavice se nazývá plintus. Tvar a výzdoba hlavic je hlavní rozlišovací znak antických stavebních řádů. Když v monumentální architektuře pozdní antiky a středověku začaly místo kladí převládat oblouky a klenby, význam hlavice klesal a v gotickém slohu už hlavice často chybí.
Dolní konec dříku spočívá na patce, která může opět být kruhová nebo čtvercová. Jen v nejstarším dórském slohu patky úplně chybí. Výzdoba patky je daleko prostší a často ji tvoří pouze profil. Pokud je patka čtvercová, vznikají v rozích třírohé plošky, které mohou mít vlastní výzdobu.
Dříky menších sloupků mohou být tordované, tj. profilované ve tvaru šroubovice.

## Sloup v různých slozích

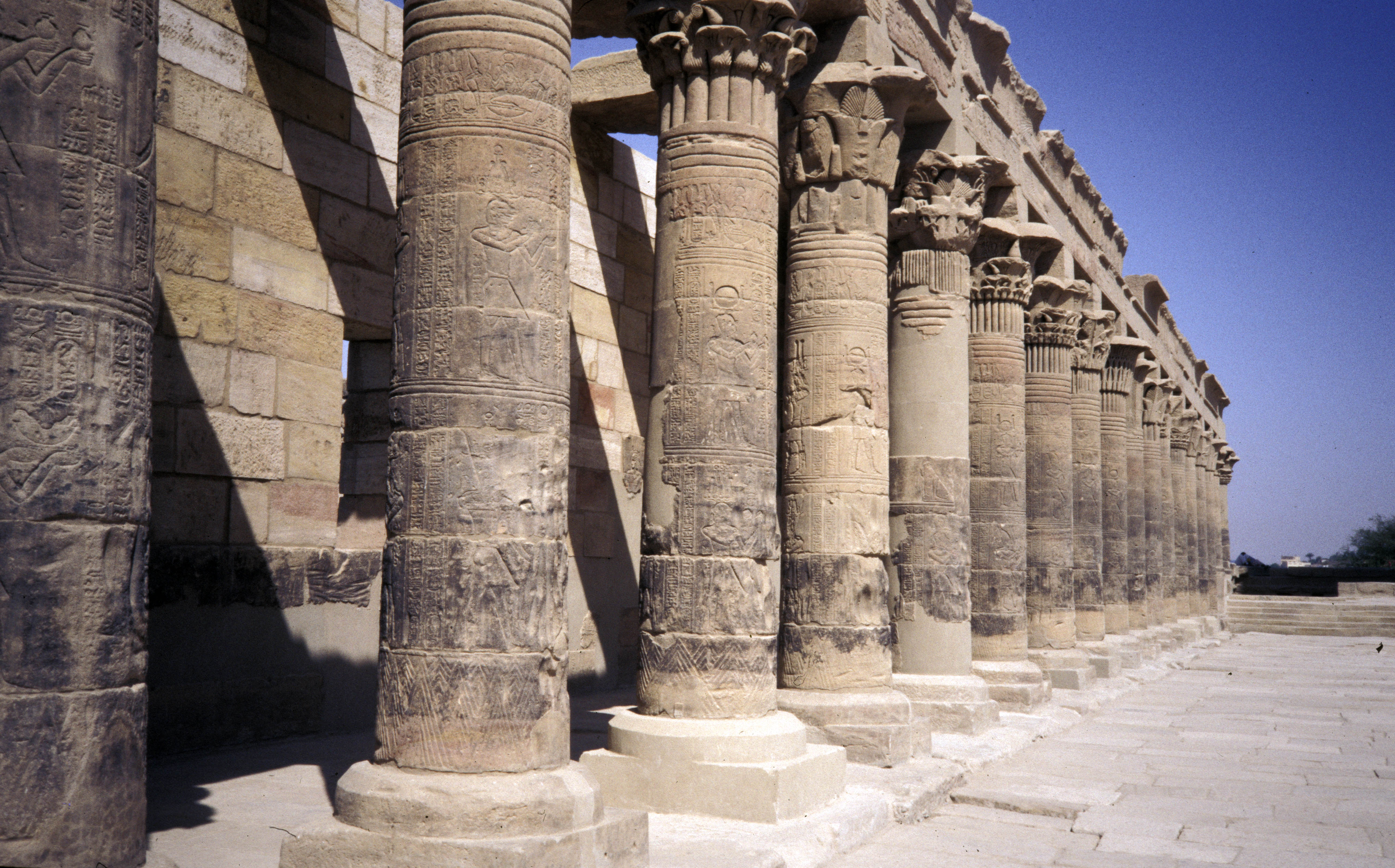
Sloupořadí ve Philae (Egypt)

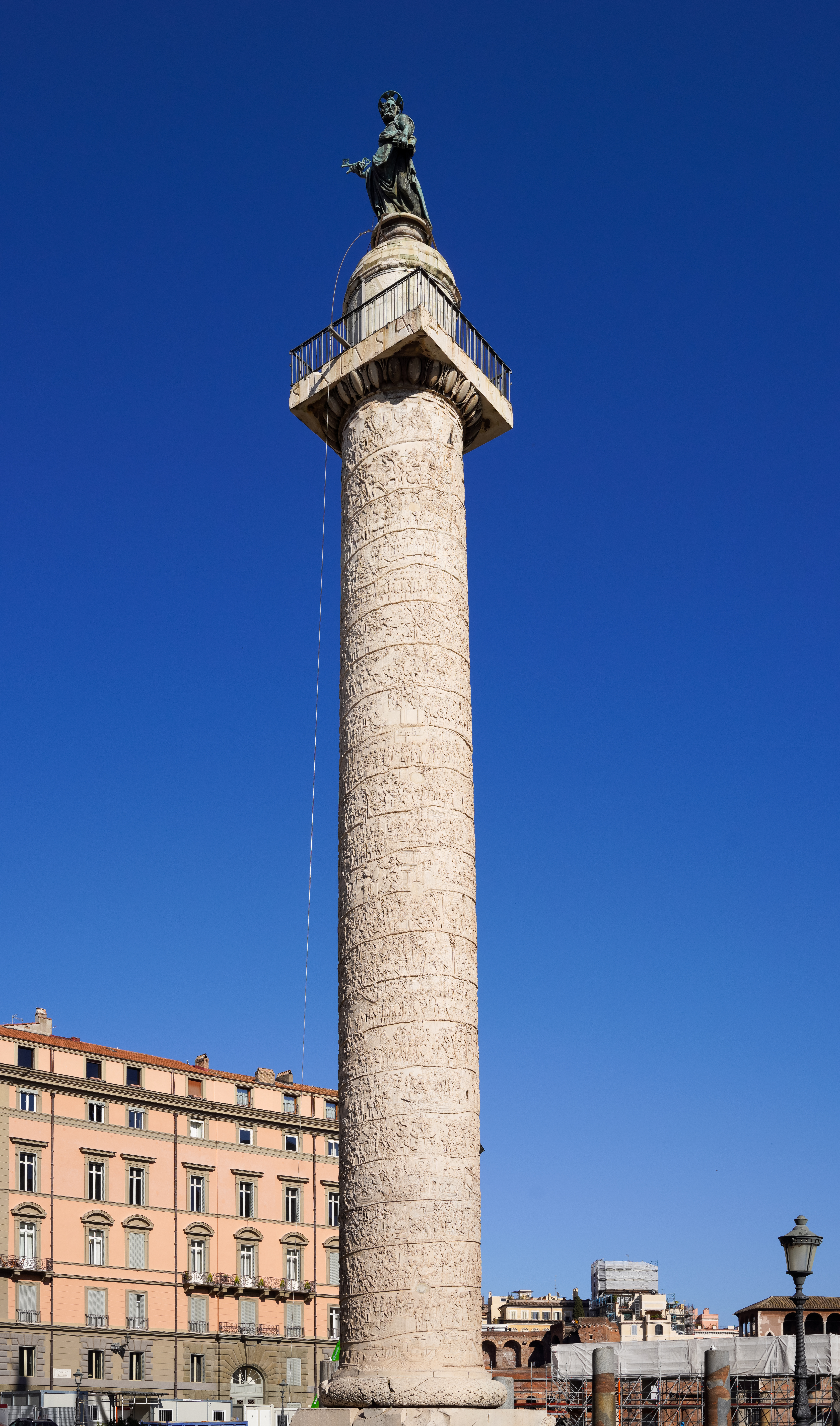
Trajánův sloup v Římě

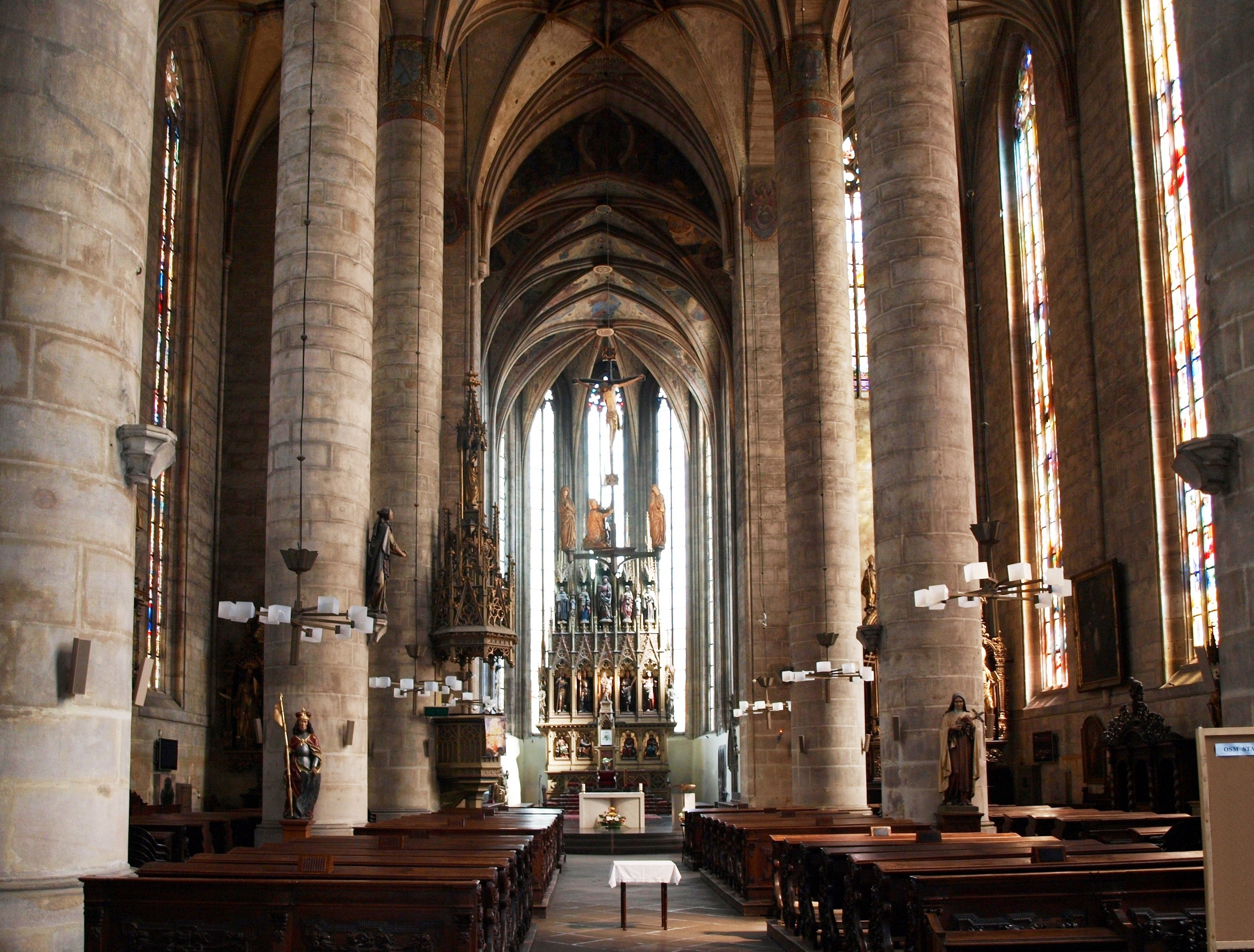
Gotické sloupy v katedrále sv. Bartoloměje v Plzni

V egyptské monumentální architektuře – například v Karnaku nebo v Luxoru – sloupy slouží chrámové nebo pohřební architektuře, tvoří jak vstupní sloupořadí nádvoří (peristyl), tak sloupovou halu (hypostyl) s desítkami sloupů v řadách, protože rozsáhlé prostory se jinak nedaly zastřešit. Mohutné kamenné sloupy svým tvarem často napodobují kmeny papyru, nebo palem, jejich hlavice mohou být zdobeny palmovými listy, tzv. palmetami.
Ještě řecká a římská monumentální architektura – stejně jako architektura renesance a klasicismu, která na ně navazuje – zřetelně zachovává strukturu starší dřevěné architektury, často až do nejmenších detailů. Sloup se z archaického kmene stromu postupně mění na abstraktní tvar, kodifikují se tři typy sloupů: iónský, dórský a korintský, jen na posledním z nich je košová hlavice s listy. Sloupy mohou tvořit kolonádu, nádvoří, předsíň nebo ochoz kolem vlastní svatyně, někdy i ve dvou nebo ve třech řadách. Římský sloupový řád kodifikoval Vitruvius.
V pozdně římské a byzantské architektuře, kde kladí nahrazují oblouky, se celková podoba sloupu s hlavicí ještě zachovává a tvoří obvykle přechod od tesaného kamenného sloupu k omítanému zdivu. Sloupy jsou však většinou kratší a dřík tak může být z jednoho kusu vzácného a leštěného kamene, mramoru, porfyru a podobně. V basilice bývá vyšší hlavní loď oddělena od nižších bočních lodí stěnou, prolomenou oblouky, takže sloupy nahrazují zděné pilíře a hlavice často úplně mizí.
Románské sloupy mají obvykle bohatě zdobené hlavice, ornamentální nebo i figurální, a patku s čtvercovou základnou. Hlavice bývají individuálně zpracované, každá s jinou výzdobou. Trojhranné plošky na rozích patky bývají zdobeny takzvanými „nárožními drápky“, listovými nebo i figurálními motivy. Místo patky se někdy dřík stavěl na kamennou sochu ležícího lva. Vrcholem figurální výzdoby je tak zvaný zvířecí sloup, jako například v kryptě katedrály v bavorském Freisingu, kde je celý dřík pokryt reliéfy fantastických zvířat.
V románské architektuře se často vyskytují drobnějších sloupy a sloupky, například ve sdružených oknech a zejména v křížových chodbách (ambitech) klášterů. Dříky bývají z jednoho kusu, někdy spirálovitě točené nebo na povrchu vykládané, a zejména v Itálii a ve Francii bývají sloupy zdvojené, ve dvou řadách.
Ve vícelodní gotické architektuře jsou lodi od sebe odděleny hladkou stěnou, prolomenou dole lomenými oblouky s pilíři. Mezi oblouky mohou být polosloupy, často bohatě profilované či tvořené svazky prutů, z nichž nahoře pomocí přípor vybíhají žebra hlavní klenby. Podobně je tomu i u jednolodních gotických staveb. Teprve v pozdně gotické halové či stejnolodní architektuře se opět objevují volně stojící kamenné sloupy, často různě profilované, osmiboké a podobně, z nichž nahoře vybíhají žebra, často oddělená pouze konzolami.
Renesanční architektura přímo navázala na antické vzory. Nové objednávky rozpracovávají vzory sloupy a sloupořadí  Tak arkády letohrádků a vil sice připomínají sloupořadí kolem řeckých chrámů, jsou však nižší a slouží profánním účelům. Stavitelé umějí překlenout i velké rozpony, takže vícelodní stavby úplně mizejí. Sloup se tak stává spíše dekorativním prvkem, například v průčelí budovy, stejně jako v baroku a v klasicismu.
Barokní architektura římského stylu zachovává sloupový řád, monumentální stavby mají v průčelí polosloupy vedoucí přes dvě i tři patra (například Černínský palác v Praze). V chrámech jsou časté dvojice stáčených (tzv. tordovaných) sloupů (například na oltářích), nebo čtveřice nesoucí baldachýn (například Berniniho baldachýn nad papežským oltářem Svatopetrské baziliky v Římě). Sloupy mohou být ovinuty dekorem z břečťanu.   
V 19. století se začaly používat i sloupy ze železné litiny, často s hlavicemi a patkami, například při stavbě nádraží, tržnic a výstavních hal, později i hladké sloupy z ocelových trubek.
V moderní architektuře se rozlišení mezi sloupem a pilířem stírá a rozdíl je hlavně v jejich mohutnosti. Zatímco pilíř je širší, sloup je štíhlejší prvek.

## Sloup jako pomník
V římském starověku se volně stojící samostatné sloupy stavěly jako pomníky císařů nebo vojenských vítězství (triumfů), například Trajánův sloup v Římě, Vendômský sloup v Paříži, Nelsonův sloup v Londýně. Válcové sloupy mají veliký podstavec, dřík je zdoben reliéfy a uvnitř je točité schodiště. Na vrcholu bývá terasa a socha.
V barokní době se hojně stavěly volně stojící sloupy (ztv. mariánské sloupy, přesněji sloup Panny Marie a Nejsvětější Trojice) se sochami světců, zpravidla jako díkuvzdání po překonání morových epidemií (odtud také název morový sloup). Mají mohutný podstavec, často se sochami, tělo sloupu může mít kruhový nebo trojhranný profil a na vrcholu je vždy socha. Viz například sloupy Panny Marie a Nejsvětější Trojice, sloup Nejsvětější Trojice (Olomouc), morový sloup. Sloupové pomníky se stavějí i dnes.

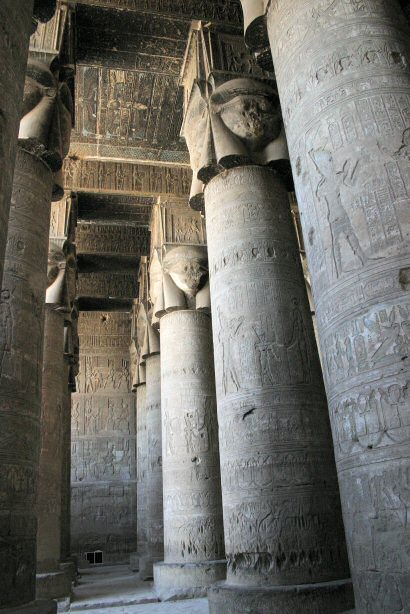
Egyptské sloupy (Dendra)
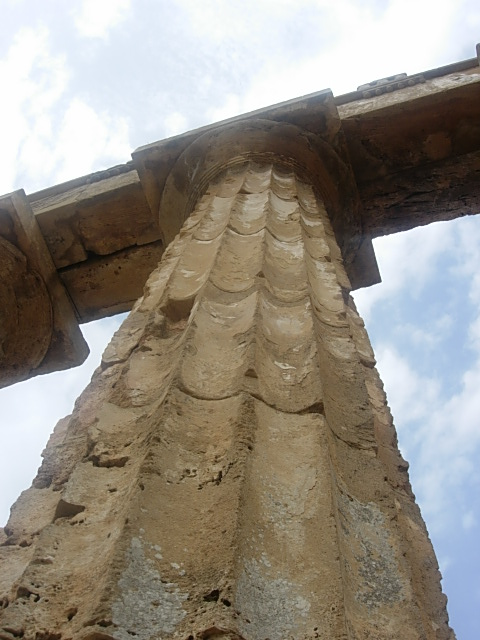
Dórský sloup s kanelováním
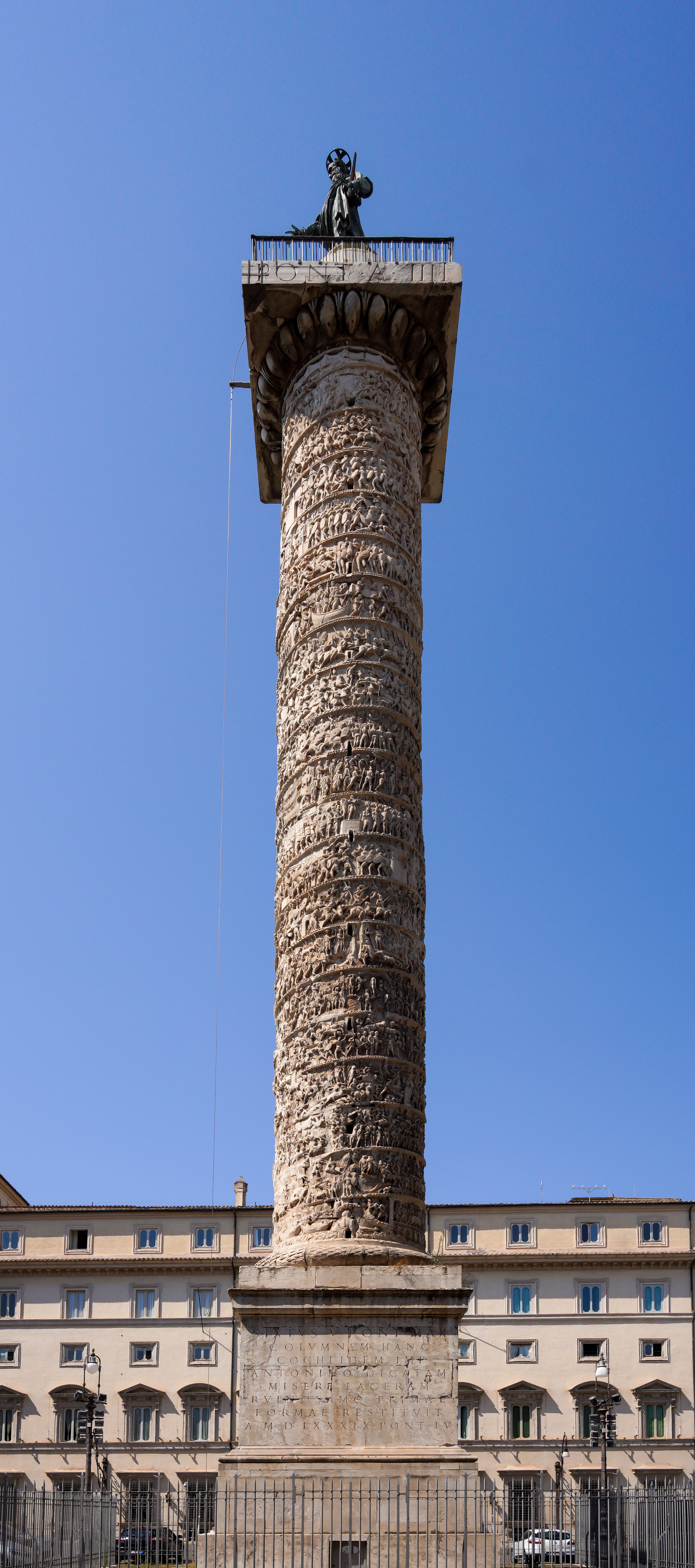
Sloup M. Aurelia v Římě
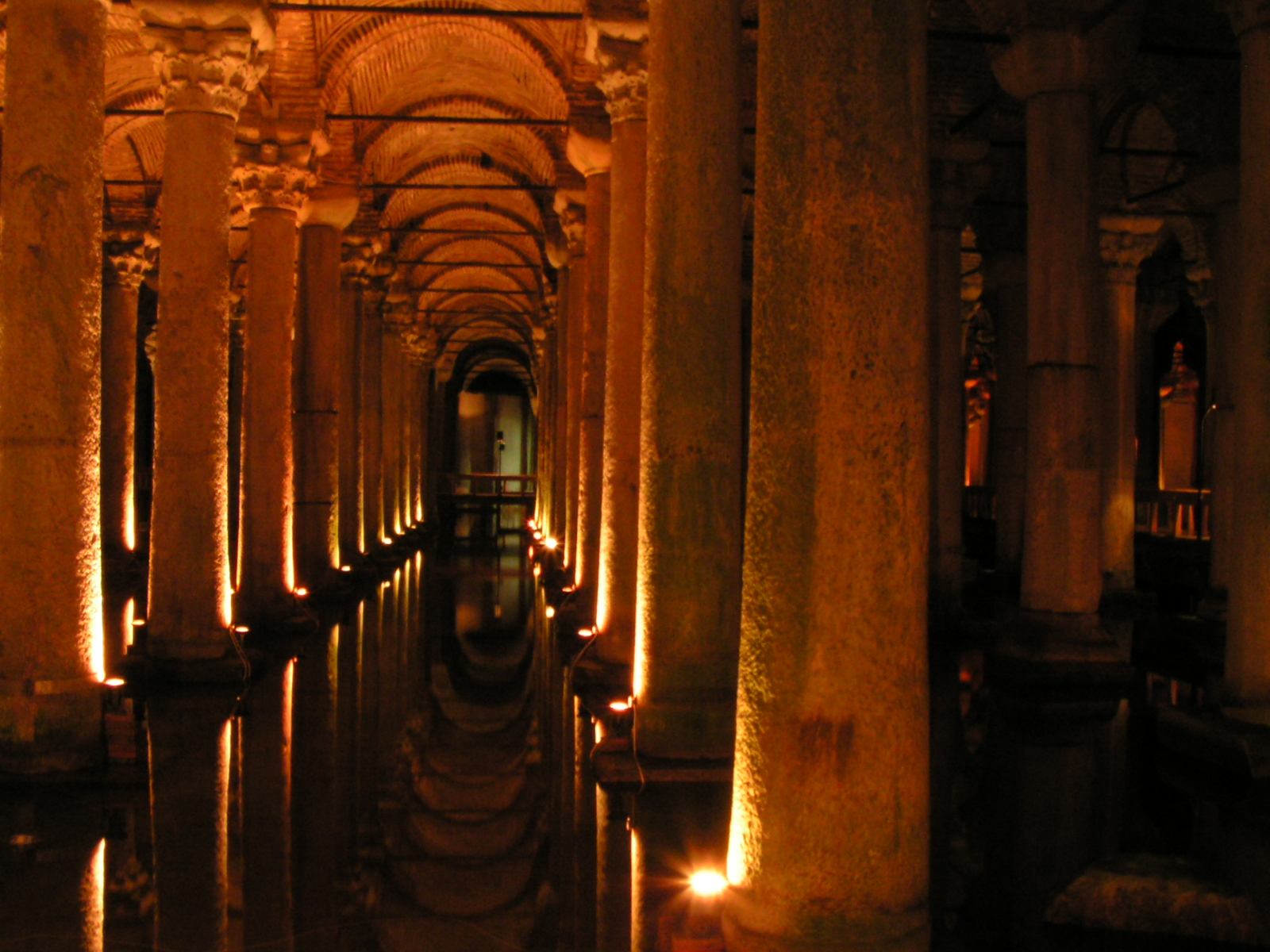
Podzemní vodojem v Konstantinopoli
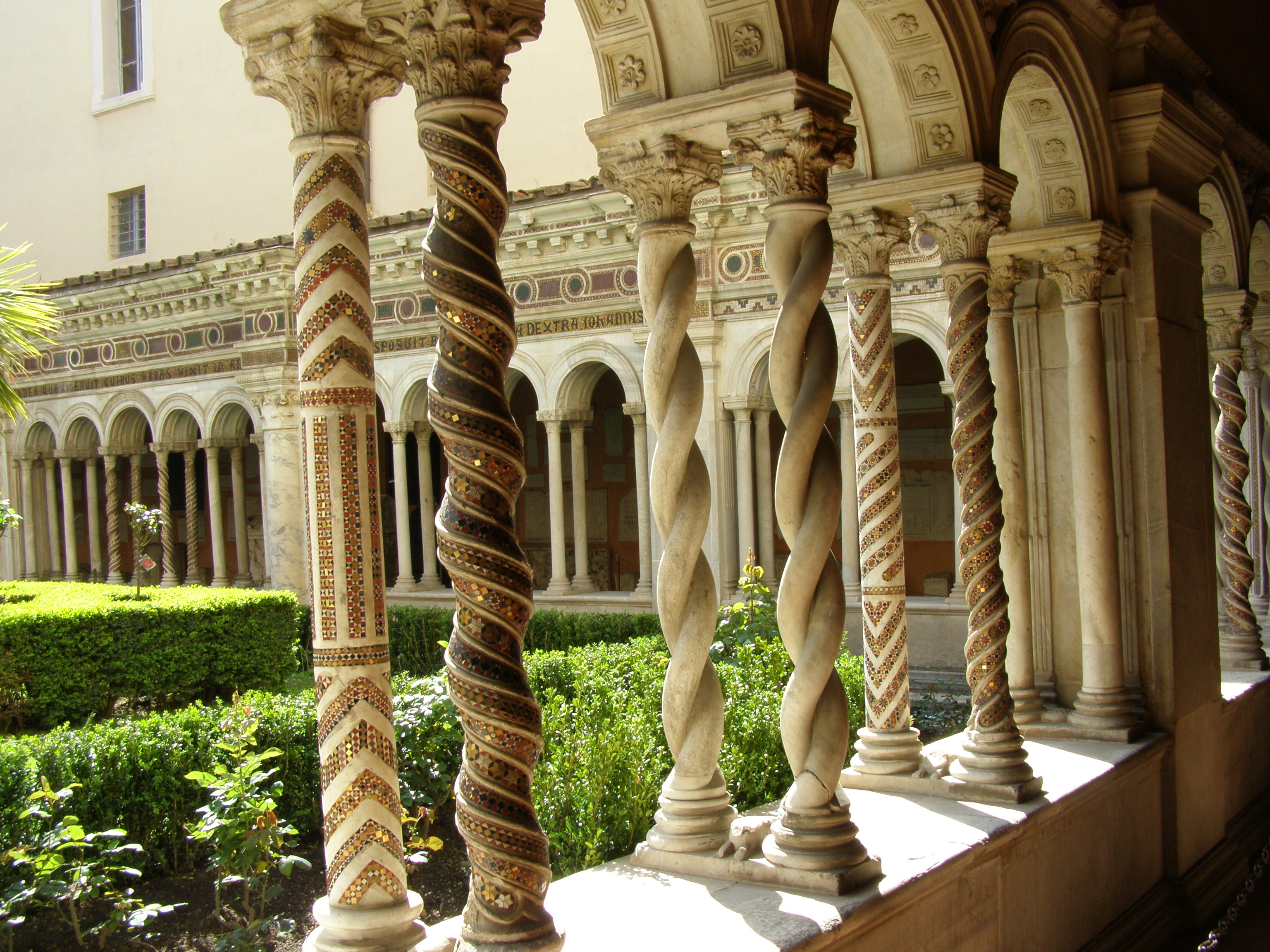
Ambit kláštera sv. Pavla v Římě
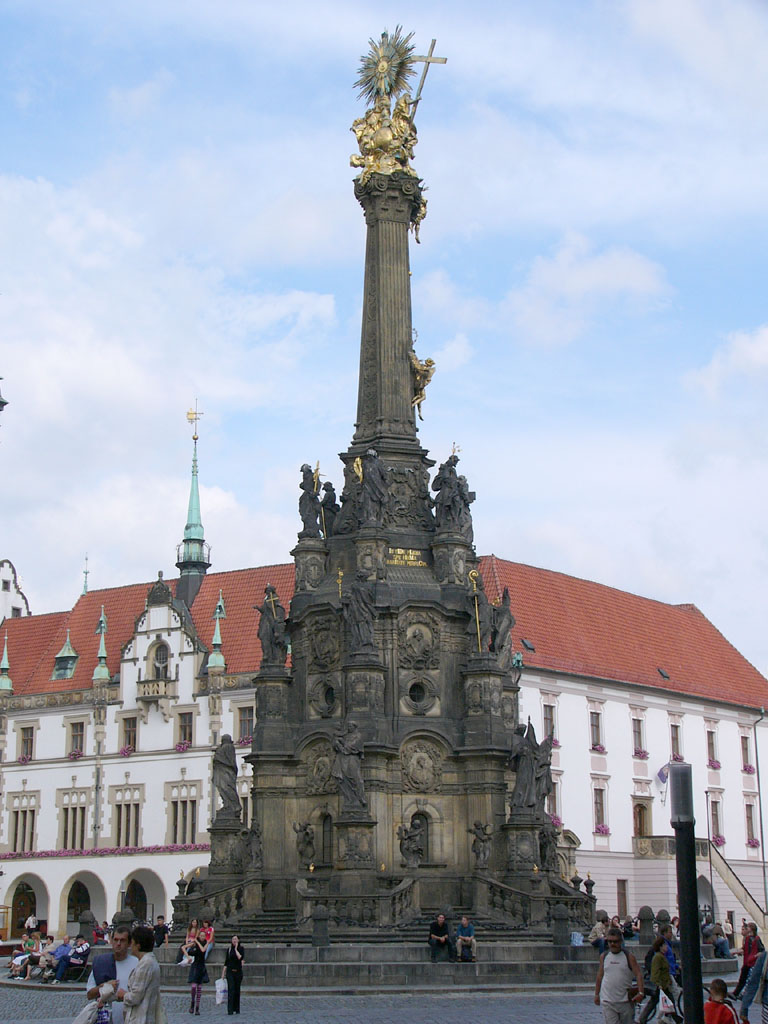
Sloup N. Trojice v Olomouci

## Technické sloupy a sloupky
Sloupy a sloupky mají v moderní době hojné technické a průmyslové využití. Vyskytují se například jako:
- sloupy nadzemního vedení
  - telegrafní sloup (sloup telefonního vedení)
  - sloup elektrického vedení
  - sloup trakčního vedení
- sloup veřejného osvětlení apod.
- mostní pilíř nebo sloup
- sloupky informačních zařízení
  - sloupek dopravní značky
  - sloupek návěstidla nebo semaforu
  - zastávkový sloupek
  - sloupek rozcestníku
  - značkařský kolík pro turistické značení
  - sloup pro amplion
  - sloup ve funkci vysílací nebo přijímací věže